# Miquel Alzueta
Miquel Alzueta i Montalà (Barcelona, 1956) es un galerista, escritor y antiguo editor español. Estudió periodismo, y empezó su carrera como editor con la fundación en 1985 de Columna Edicions, sello desde el que promovió la traducción al catalán de autores destacados de la narrativa de la década de 1990 como David Leavitt o Tom Sharpe. En 2001 vendió la empresa al Grupo Planeta y se reconvirtió en galerista y representante de artistas como Regina Giménez, Manolo Ballesteros, Miguel Macaya o el escultor Gabriel. Más adelante, amplió su negocio hacia el interiorismo, especializándose en muebles de campo del XVIII  y en obras de arquitectos de la década de 1950. Actualmente gestiona dos galerías, una en l'Empordà y la otra en Barcelona.
Como escritor, ha publicado los libros de poemas Amb un paper i un llapis (1979), Fulls i hores (1981), Quinze poemes d’abril (1982), Absència (1982) o L’eterna conversa (1983)